# Casa Belo
Casa Belo és una casa de Maials (Segrià) inclosa a l'Inventari del Patrimoni Arquitectònic de Catalunya.

## Descripció
Casa en cantonera, de planta baixa, dos pisos i terrat, de grans dimensions i composició simètrica típica. També es pot veure com la façana principal que dona al carrer major és la que té les obertures, mentre la mitgera només té uns quants forats afegits tot i sent la façana en realitat més grossa.

## Història
Ha via estat la casa més rica del poble i fou la casa dels Beà.